# Consejo de Seguridad Nacional de los Estados Unidos

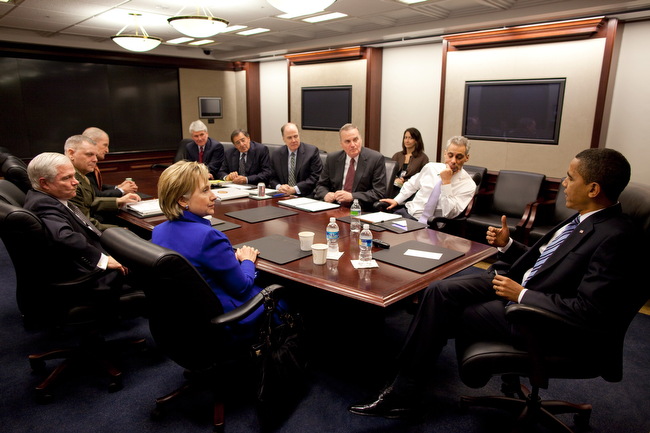
Barack Obama encabezando una reunión del Consejo de Seguridad Nacional en 2009.

El Consejo de Seguridad Nacional (National Security Council o NSC) es una organización administrativa dependiente directamente del Presidente de los Estados Unidos. Tiene un papel de consejo, de coordinación y a veces de impulso sobre temas de política exterior, de seguridad nacional, y más generalmente sobre el conjunto de las cuestiones estratégicas.
Reúne estatutariamente al Vicepresidente, al Secretario de Estado (equivalente del Ministro de Relaciones Exteriores en otros países), al Secretario de Defensa y al Consejero de Seguridad Nacional alrededor del Presidente. Este lo preside, mientras que su administración es dirigida por el Consejero de Seguridad Nacional. Puede invitar a otros miembros dependiendo de las circunstancias.
Tiene como primera función ser un foro de consultas que permite aconsejar al Presidente. Bajo este título, se reúne regularmente, en función de la situación internacional y las prioridades del Presidente. La administración del Consejo tiene la tarea de preparar estas reuniones. Los comités interdepartamentales (interministeriales) también se efectúan bajo la dirección del Consejero de Seguridad Nacional sobre temáticas precisas.
En el momento de las reuniones del Consejo, el presidente puede tomar decisiones, traducidas por el Consejero de Seguridad Nacional en forma de directivas y que los participantes deben poner en ejecución. De esta forma, se convirtió en un instrumento de impulso de las decisiones, de la coordinación y de la comprobación de su puesta en ejecución en las manos del Presidente, reforzando su poder ejecutivo frente al Congreso.
Con el paso del tiempo y en función de la personalidad del Consejero de Seguridad Nacional, funcionó como una administración separada, poseyendo una existencia propia, y convirtiéndose así en uno de los actores claves en la formulación de la política exterior de los Estados Unidos, compitiendo con el Departamento de Estado y el Departamento de Defensa.
En el curso de la existencia del Consejo, en algunos momentos la administración dirigida por el Consejero de Seguridad Nacional dominó a otros actores de la política exterior, incluso sobrepasando sus funciones para formular e impulsar solo decisiones importantes, a veces sin que sus departamentos colegas fueran informados sobre eso. En otros períodos, perdió su influencia, siendo reducida a una oficina poco escuchada que contenía solo algunas decenas de personas.

## Preámbulo
El NSC es difícil de aprehender por varias razones. Primero su funcionamiento real esencialmente se apoya en estructuras no previstas en la ley del Congreso que crea el NSC, mientras que los mecanismos pensados por los legisladores realmente no funcionaron jamás.
Luego, el término "Consejo de Seguridad Nacional" reenvía cuatro entidades: un foro decisorio que reúne a los miembros con pleno derecho alrededor del Presidente, los comités interdepatamentales (interministeriales en otros países), una administración encomendada a preparar las reuniones y su jefe, el Consejero de Seguridad Nacional. Este último, elegido la mayoría de las veces por su competencia y su convergencia de puntos de vista con el presidente, le permite a otro actor dominar la toma de decisiones de la política exterior, desempeñando un papel muy variable en el curso del tiempo.
Finalmente, el carácter a veces informal o secreto de la toma de decisiones en los dominios de la seguridad nacional no permiten siempre describir el papel del NSC como una estructura identificada y jerarquizada.
A esto se añade la debilidad de los estudios realizados hasta hoy sobre el NSC. Se basan en documentos de seguridad nacional declasificados, entrevistas a los actores y las aproximaciones teóricas. Pero ninguno consiguió abastecer un análisis global del funcionamiento del NSC.
Esta estructura es pues compleja y desempeña un papel sutil pero determinante en la elaboración de la política exterior norteamericana. Además sufrió mudanzas profundas en el curso de su historia, vinculadas esencialmente al estilo de jefatura de cada uno de los presidentes que se sucedieron en el Despacho Oval.

## Rol del Consejo de Seguridad Nacional
Este actor en la organización y el funcionamiento normalmente colegiado se hizo en realidad un actor separado de la política exterior, personificado por el Consejero de Seguridad Nacional. Como tal, entonces adquirió una influencia globalmente creciente no prevista por los que dirigieron su creación.

### Organización y funcionamiento
La política exterior norteamericana está fundada sobre el principio de separación de los poderes entre el Presidente y el Congreso, aunque el poder del Presidente sea dominante en esta área. El poder ejecutivo es organizado en departamentos (equivalente a los ministerios) dirigidos por un Secretario (equivalente del Ministro). Los departamentos son directamente responsables delante de un Presidente responsable (la toma de decisiones colegiada de un Consejo de Ministros no existe en la Constitución norteamericana). Con el fin de poder tomar decisiones concretas, el presidente dispone de una oficina ejecutiva compuesta de varias direcciones. El conjunto constado por los departamentos y la oficina ejecutiva es llamado administración.
El NSC ocupa una posición central geográfica e institucional en el seno del poder ejecutivo. Se presenta como una estructura de dos pisos. El primero es el foro decisorio compuesto de los principales responsables del ejecutivo en materia de política exterior y en materia de seguridad. Está encargado por la ley de tomar después del debate las decisiones sobre los temas del momento. El piso bajo está constituido por comités interdepartamentales compuestos de representantes especializados de cada departamento. Se reúne sobre cuestiones temáticas y abastece al foro de un abanico amplio de análisis y de proposiciones cuando lo necesita.

#### Posición del NSC en el seno de la Casa Blanca

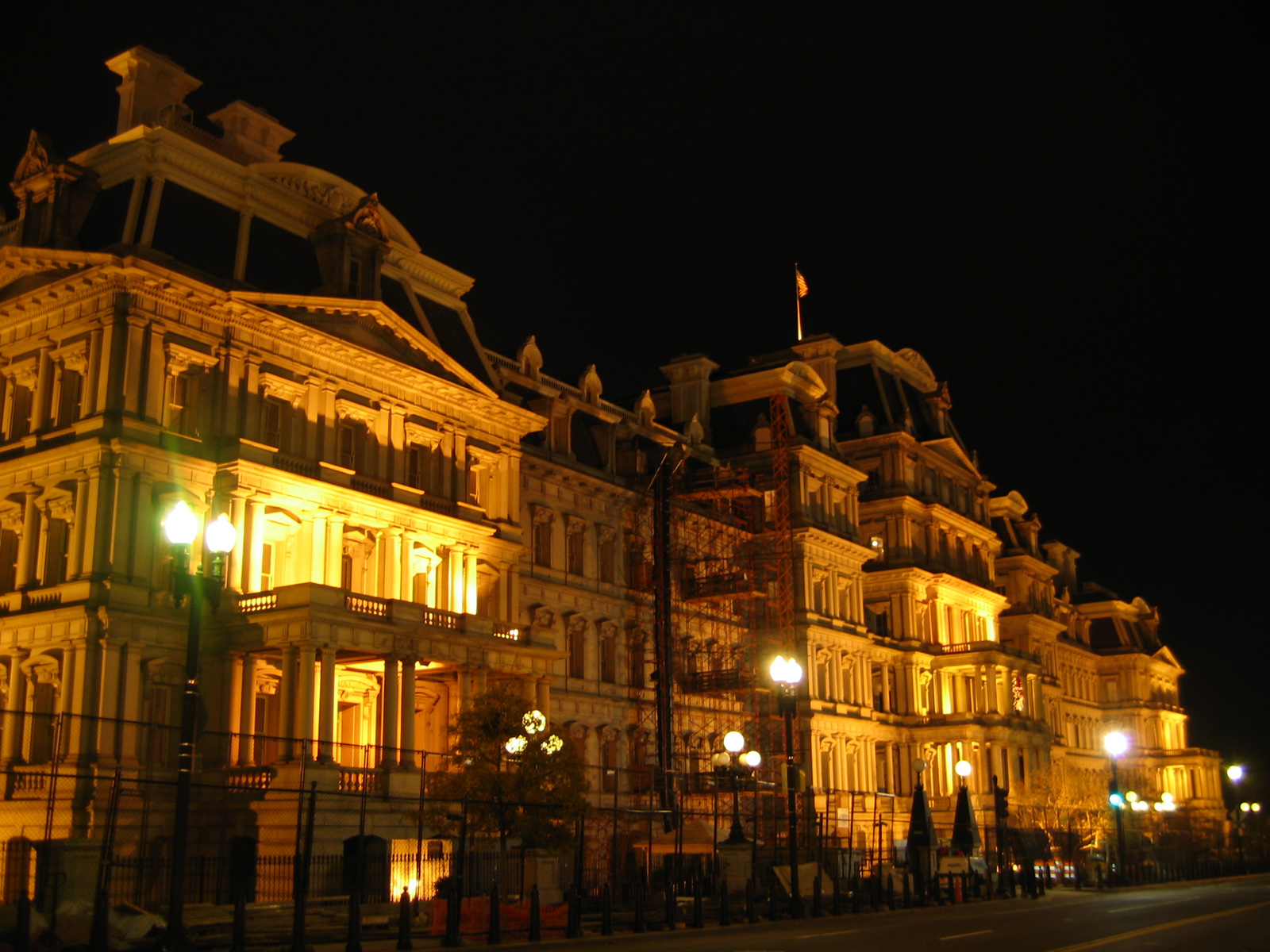
El edificio de la oficina ejecutiva Eisenhower donde se lleva a cabo la administración del NSC. Está situado frente a la Casa Blanca.

El NSC forma parte de la oficina ejecutiva del Presidente. Sus miembros están situados en el edificio de la oficina ejecutiva Eisenhower, que se encuentra frente a la Casa Blanca. Esta proximidad funcional y geográfica es el primer factor de explicación del desarrollo del NSC paralelo al aumento de fuerza del poder ejecutivo desde la Segunda Guerra Mundial. El presidente sabe que puede contar con la lealtad de una administración próxima a él, y modeló su funcionamiento y la composición en el momento de su toma de función.

#### El foro decisorio
El National Security Act del 26 de junio de 1947, enmendado el 10 de agosto de 1949, previó la creación de un foro decisorio compuesto por el presidente, el vicepresidente y los secretarios de Estado y de Defensa. De hecho, su membresía se extendió a menudo a otros actores, tales como el Secretario del Tesoro, el secretario de Comercio, el presidente del comité de jefes de Estado mayor (Chairman of the Joint Chief of Staff o CJCS), el director de los servicios de inteligencia (que es también el director de la CIA) y el embajador de los Estados Unidos ante la ONU. Más recientemente, se añadieron el director de información nacional, el Coordinador de la lucha antiterrorista y el Secretario de Seguridad Nacional. Otros consejeros especializados pueden eventualmente intervenir en función de los temas tratados.
Este foro tiene como misión llevar una política exterior y de seguridad integrada y coherente. El contexto de 1947 es en efecto el del balance de la Segunda Guerra Mundial. La toma de decisiones fue difícil durante el conflicto, y el presidente Franklin Roosevelt debió personalmente desempeñar un papel de árbitro. Por otra parte, la guerra fría que se anuncia necesita más que nunca una política bien coordinada con aparato militar, apretada sobre un consenso sólido en el seno de los responsables y que toman en consideración todas las facetas de las consecuencias de una decisión.
Es por eso que el National Security Act da como misión al foro "aconsejar al presidente por la integración de los factores militares, civiles, interiores e internacionales de la seguridad nacional" "agregando las diferentes perspectivas expresadas por las administraciones civiles y militares así como por las diferentes agencias gubernamentales". El consejo también tiene como misión "permitirles a las organizaciones militares, departamentos y agencias de cooperar con más eficacia sobre los temas que implican la seguridad nacional".

En realidad, el funcionamiento del NSC en la práctica es muy diferente. Las reuniones de toma de decisiones son informales, mientras que el consejero de seguridad nacional y su administración desempeñan un rol más amplio que el de simple crisol de la toma decisión.

Estas disposiciones no serán aplicadas prácticamente nunca. Las reuniones del NSC se hicieron en la práctica el lugar donde el presidente da sus directivas más que el lugar donde consulta las opiniones y elabora sus decisiones.
Las reuniones informales alrededor del presidente constituyen en efecto el lugar real de la toma de decisiones sobre los temas importantes del momento. La inmensa mayoría llevan un nombre, como los Friday Morning Breakfast de la presidencia de Jimmy Carter.
Además, comités específicos de grandes responsabilidades pueden temporalmente ser creados aparte de la jerarquía oficial. Se refieren a cuestiones precisas y desempeñan un papel similar al del NSC. El diario de a bordo del 26 de febrero de 1953 de Dwight David Eisenhower (Presidente de los Estados Unidos de 1953 al 1961) abastece el ejemplo de la creación de un comité ad hoc para estudiar el proyecto de creación del cuerpo de voluntarios libres como proposición del NSC.

#### Los comités interdepartamentales
Con el fin de apoyar las reuniones del foro decisorio (o de las que tienen lugar de manera informal), se reúnen comités compuestos de representantes especializados de distintos departamentos. Conciernen a una temática precisa, y su temática es menos dependiente de la actualidad inmediata que las reuniones generales. En este sentido, constituyen un sistema de información y de producción de análisis continuo. Son dirigidos por el Consejero de Seguridad Nacional o directores designados por el NSC.
El primer objetivo es recolectar informaciones procedentes de los departamentos, para asegurar que ninguna información, análisis u opción importante sea ignorada por la Casa Blanca. Estos comités abastecen de un primer estudio preciso y de un abanico lo más extenso posible de soluciones. Los informes vuelven a remontar el conducto jerárquico bajo la forma de documentos destinados a los responsables, llamados formulación de política (Policy Paper). Estos pueden luego realizar síntesis, utilizadas directamente para la toma de decisiones.
A cambio, los comités interdepatamentales reciben las directivas presidenciales que deben poner en ejecución en el seno de cada departamento. Desempeñan entonces un papel de coordinación y de comprobación de la aplicación de las decisiones.
El conjunto de estas reuniones es preparado por un pequeño equipo administrativo en el seno del NSC. Pero el papel de este equipo sobrepasa en los hechos ampliamente esta prerrogativa simple.

### Un actor separado de la política exterior norteamericana
El NSC ha pasado por el estatuto de crisol de la formulación de la política exterior al de componente separado de la amalgama final, conservando una parte ancha de sus primeras funciones. La razón es la aparición rápida de un actor influyente: el Consejero de Seguridad Nacional, apoyado por una administración cada vez más poderosa, consagrándosele los medios de tener una mirada sobre el conjunto del proceso de formulación y de puesta en ejecución de la política exterior norteamericana.

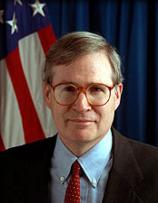
Stephen Hadley, Consejero de Seguridad Nacional desde noviembre de 2004. Haciendo frente a un Congreso hostil, se ha convertido en el mejor abogado del Presidente en los temas de política exterior.

#### El Consejero de Seguridad Nacional
La función de Consejero de Seguridad Nacional no estaba prevista por la National Security Act. Fue Eisenhower (entonces presidente de los Estados Unidos) quien creara el puesto en 1953 con el fin de poner en la cabeza del NSC a una personalidad cuya autoridad sobrepasara a la del muy borrado Secretario Ejecutivo. Es sin embargo bajo la presidencia siguiente, la de Kennedy, que el papel del consejero tenido por McGeorge Bundy realmente va a afirmarse.
La creación del cargo de consejero de seguridad nacional respondió a la necesidad del presidente de poder apoyarse en una persona de confianza. Este debía ser capaz de proporcionarle un análisis transversal, sintético y neutral, esto es, sin conflictos de intereses. Para ello, podía actuar de abogado del diablo, lo que permitía al presidente ponderar los pros y contras de cada opción. Igualmente, fue dotado de suficientes competencias para poder asegurar el buen funcionamiento del proceso de toma de decisiones (por ejemplo, que los departamentos no le oculten una opción estratégica posible, sino que por el contrario esté en su interés en cuanto organización de informarlo de todas las opciones). Una vez tomada la decisión, el consejero tiene por misión asegurar que ella sea aplicada integralmente, sin ser edulcorada o desnaturalizada por aquellos encargados de ponerla en obra. Para ello, cuenta con medios administrativos importantes y un medio jurídico: la directiva presidencial que redacta o supervisa. El consejero es, pues, originalmente una figura neutral que asegura el buen funcionamiento de la seguridad nacional, en especial que el presidente ejerza el poder real frente a su administración. Pero, en realidad, el papel del consejero va a sobrepasar largamente este simple cuadro. Las razones se refieren esencialmente a su proximidad con el presidente.
El consejero es nombrado directamente por el presidente y el Congreso no tiene ningún derecho en este sentido. Ninguna de las estructuras federales (departamentos y agencias) puede influir en esta elección, ya que no existe ninguna tradición de nominación en este tema. El presidente es, pues, libre de elegir a una persona de confianza, con la cual mantiene una relación personal directa.
Es natural que esta personalidad tradicionalmente elegida entre la elección del presidente (en noviembre) y su toma de posesión (en enero) vaya a desempeñar un rol de importancia en el caso de un presidente que a veces desconoce la realidad internacional y es poco competente en materia diplomática. Esta posición privilegiada de hombre del presidente le permite influir directamente en sus decisiones, además garantizar que ellas serán aplicadas. Abandona entonces el papel de "intermediario honesto" para tratar de inclinar la decisión de acuerdo con sus puntos de vista.
El consejero tiene también injerencia en la agenda del presidente. Es él quien decide por qué personas debe ser informado el presidente, quién debe presentarle los problemas. Un caso elocuente sucedió en 1969, cuando Lawrence Eagleburger, asistente de Henry Kissinger, fue impedido por su jefe de aproximarse al presidente Richard Nixon para informarle sobre la situación en Vietnam.

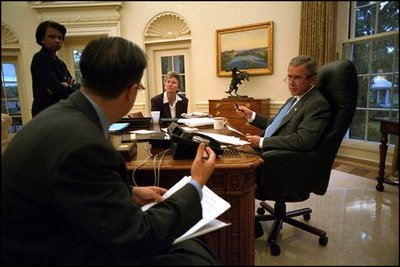
El presidente George W. Bush prepara su discurso a la nación y al Congreso después de los atentados del 11 de septiembre de 2001. Además de su « pluma » en primer plano, se puede ver a Condoleezza Rice, su consejera de seguridad nacional, delante de él. Su rol consiste en asistir al presidente en estos momentos.

Por lo tanto, el rol del consejero del presidente se extiende, pues es regularmente llamado a ser el emisario personal del Presidente ante las delegaciones extranjeras. Así, puede intervenir en negociaciones importantes, pero de larga duración y que exigen una atención permanente que el presidente, sujeto a otras obligaciones, no se puede permitir. Fue el caso, por ejemplo, de Bosnia y Herzegovina en 1999 bajo la presidencia de Bill Clinton.
Subrepticiamente, el consejero es, en algunos casos, capaz de llevar a cabo su propia política exterior, totalmente más allá de sus competencias. Este es el caso de la diplomacia secreta llevada a cabo por Henry Kissinger en relación con la República Popular China antes de su reconocimiento oficial por los Estados Unidos en 1972.
El consejero debe mantener un difícil equilibrio entre el papel de garante de la aplicación de las decisiones del Presidente y el de asesor especial de este último. Un testimonio de Anthony Lake, consejero de Clinton, es esclarecedor a este respecto: "Cometí un error en los primeros 6 meses de mi entrada, cuando intenté demasiado ser un intermediario honesto. Me acuerdo de Colin Powel que me venía a ver para decirme que debía expresar mis opiniones con más fuerza. "
Esta situación creaba vivas tensiones al interior de la administración, cuando el consejero tomaba claramente partido en su papel de coordinador. Surgían conflictos abiertos con los departamentos y las rivalidades se exacerbaban entre ellos. El consejero, en lugar de ser un facilitador, se convierte en una pieza de pleno derecho en el tablero de ajedrez. Entonces, se convierte en una fuente de tensión, lo que conduce a la desintegración de una decisión pública, de la cual el garante de la coherencia se ha convertido en un factor de inestabilidad. En estas situaciones, la política exterior de los Estados Unidos se vuelve caótica y confusa.

#### La administración del NSC: ¿una verdadera agencia?

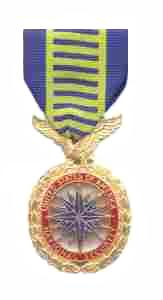
La medalla de la seguridad nacional. Creada en 1947 por el NSC, está reservada al personal militar norteamericano.

La perspectiva de una gestión continua (y no solo en tiempos de crisis) de los temas de seguridad nacional forma parte del pensamiento de los legisladores. El texto de la Ley de Seguridad Nacional prevé la creación dentro del NSC de una "oficina para los conflictos de baja intensidad"; sin embargo, el texto no prevé que el papel de la administración del NSC sea tan importante como el que rápidamente ha ganado.
La administración está organizada en oficinas por zonas geográficas y por temas transversales. Dispone de un presupuesto que fluctúa entre los 6 y los 8 millones de dólares, aprobado todos los años por el Congreso para la "Ley de apropiaciones de la oficina ejecutiva del presidente".
En su reclutamiento, busca reunir a los mejores especialistas de diferentes temas abordados por su organigrama. De hecho, muchas personalidades con autoridad en su ámbito y habiendo ejercido más tarde importantes responsabilidades han tenido una función de asesor en el NSC. Se convierte, según David Halberstam, en un consejo de los "mejores y más brillantes" al servicio del presidente.
El resultado concreto y visible del trabajo de la administración del NSC es la redacción de documentos de seguridad nacional. Harold C. Relyea distingue cuatro tipos de originales:
1. estudios de síntesis sobre los grandes temas de la política exterior y de seguridad y sobre las grandes estrategias puestas en obra en estos ámbitos,
2. estudios por zona geográfica y por país,
3. evaluaciones del funcionamiento de diferentes organizaciones involucradas,
4. documentos de organización y de coordinación de sus estructuras.

Al principio, la administración del NSC tenía una simple misión de preparación de las reuniones del NSC. Estos documentos servían de base para la discusión, agregando los distintos puntos de vista. Con el correr del tiempo, sin embargo, contendrán recomendaciones dirigidas directamente al presidente. Estas tendrán autoridad en función de la influencia del consejero de seguridad nacional.

### Documentación
Fuentes utilizadas para la redacción del artículo

#### Documentos oficiales
- Ferdinand Eberstadt, Unification of the War and Navy Departments and Postwar Organization for National Security: Report to James Forrestal, Secretary of the Navy, Senado norteamericano, Comité de relaciones navales, 79º Congreso, 1º sesión, Washington DC, 1945
- Congreso de los Estados Unidos, National Security Act del 26 de julio de 1947
- Sitio web oficial de los archivos de seguridad nacional
- Presentación de microfichas desclasificadas de los archivos de seguridad nacional en el sitio de la Universidad George Washington ]
- Sitio web de la Federation of American Scientists
- Extractos de la comisión Tower

#### Revistas
- Andew Preston, The Little State Department: McGeorge Bundy and the National Security Council Staff, Presidential Studies Quarterly, 31 de diciembre de 2001, pp. 635–659
- Ivo H. Daalder et Irving Destler, A New NSC for a New Administration, Policy Brief, noviembre del año 2000
- Ivo H. Daalder, How Operational and Visible an NSC?, Brookings Institution, Policy Brief, febrero de 2001

#### Documentos en línea
- Historia del NSC desde su sitio web oficial Archivado el 6 de marzo de 2008 en Wayback Machine.
- El rol del Consejero de Seguridad Nacional, conferencia del National Security Council Project, 25 de octubre de 1999
- Charles-Philipe David, La politique étrangère de Bush: formulation et décision, documento de trabajo del IFRI, febrero de 2005
- Ivo H. Daalder, More than a Few Campaign Stops, 22 de octubre de 2004
- El sitio web del National Security Council Project, dirigido por Ivo H. Daalder y I.M. Destler
- Testimonio de David Rothkopf en ocasión de la publicación de su libro
- Análisis del escándalo Irán-Contra y del rol del NSC por la Universidad George Washington sobre la base de los archivos de seguridad nacional desclasificados

### Para ir más lejos
- Wikimedia Commons alberga una categoría multimedia sobre National Security Council.

#### Ejemplos de intervenciones públicas del NSC en los medios
- Video grabado de Condoleeza Rice en Sean Hannity Show de WABC el 26 de marzo de 2004
- Video grabado de Condoleeza Rice en Frank Beckmann Show on News/Talk de 760 WJR el 7 de mayo de 2004

- Datos: Q851756
- Multimedia: National Security Council / Q851756